# Dynasty Warriors 7
Dynasty Warriors 7 (真・三國無双6 Chân Tam Quốc vô song 6, hay còn được biết dưới cái tên Shin Sangokumusō 6 ở Nhật Bản) là phiên bản thứ 7 của dòng game chặt chém Dynasty Warriors do Tecmo Koei và Omega Force phát triển. Game được giới thiệu tại hội chợ Tokyo Game Show 2010 tại Nhật Bản. Vào ngày 26 tháng 10 năm 2010 tại hội nghị của Tecmo Koei đã chính thức công bố game. Dynasty Warriors 7 đã được chính thức xác nhận sẽ hỗ trợ hiển thị hình ảnh 3D và tay cầm Playstation Move. Game sẽ được phát hành độc quyền trên PS3 ở Nhật vào ngày 10 tháng 3 năm 2011. Còn tại Bắc Mỹ và châu Âu sẽ có cả hai phiên bản XBOX 360 và PS3 vào ngày 29 tháng 3 năm 2011 (Bắc Mỹ) và 1 tháng 4 năm 2011 (Châu Âu). Đây là phiên bản kỷ niệm 10 năm dòng game Dynasty Warriors.